# Західноєвропейський Екзархат Російської православної церкви
Західноєвропейський Екзархат Російської православної церкви (фр. Exarchat du Patriarche Russe en Europe Occidentale) — скасований у 1990 році зарубіжний екзархат Московського патріархату; був заснований 7 вересня 1945 року постановою Священного Синоду РПЦ про «возз'єднання керованих» митрополитом Євлогієм (Георгієвським) парафій з Московським Патріархатом і їх збереження як Екзархату РПЦ.

## Історія
До 1921 року російські православні приходи в Західній Європі перебували у керуванні митрополитів Санкт-Петербурзьких (Петроградських), зносини з якими були ускладнені революційними подіями і громадянською війною в Росії, а також загальним розладом церковного управління на початку 1920-х. Згідно з постановою Патріарха Московського і всієї Росії Тихона, Священного Синоду і Вищої Церковної Ради від 8 квітня 1921 року, такі парафії переходили під тимчасове управління архієпископа Євлогія (Георгієвського), колишнього Житомирського і Волинського, — «аж до відновлення правильних і безперешкодних зносин з Петроградом» (ще раніше, 15 жовтня 1920 року він був призначений на цю посаду указом Південно-Російського Вищого Церковного Управління, що знаходився в місті Сімферополі, на території контролировашейся Збройними силами Півдня Росії). Таким чином засновувалась структура, зазвичай іменувалася як «Західно-Європейська єпархія», хоча керуючий архієрей не мав статусу єпархіального, а парафії, в строгому сенсі, були Патріаршими ставропігіями у його тимчасовому управлінні.
В подальшому, митрополит Євлогій примикав до Архієрейського Синоду Руської Православної Церкви закордоном (РПЦЗ) на чолі з митрополитом Антонієм (Храповицьким), але в 1926 році між двома ієрархами виявилися принципові розбіжності. 8 вересня 1927 року рішенням Архієрейського Синоду РПЦЗ була заснована Західноєвропейська єпархія РПЦЗ; 9 вересня її керівником був призначений колишній вікарій митрополита Євлогія архієпископ Серафим (Лук'янов) з місцеперебуванням кафедри в Парижі.
5 квітня 1922 року Вселенський Патріарх Мелетій IV призначив митрополита Селевкійського Германа (Стринопулоса) своїм Екзархом Західної та Центральної Європи з титулом «Фиатирский»; всім православним установам, що знаходяться в Західній Європі поза межами помісних Церков, було запропоновано увійти в його юрисдикцію.
9 травня 1928 року повноваження митрополита Євлогія (Георгієвського) були підтверджені Заступником Патріаршого Місцеблюстителя, митрополитом Сергієм (Страгородским). 10 червня 1930 року митрополит Євлогій, з політичних мотивів, був заборонений у священнослужінні постановою Синоду митрополита Сергія і в лютому 1931 року з майже усім кліром і паствов перейшов до юрисдикції Константинопольської Патріархії (див. статтю Західноєвропейського екзархату російських парафій). Як згадував митрополит Антоній (Блум): «Патріаршої Церкви тоді залишилися вірними людина 40-50 в Парижі і людина 10-15 в Ніцці, маленький прихід в Берліні, малесенький прихід в Бельгії — це все, що було. Всі інші пішли під Константинополь». Тимчасове управління нечисленними патріаршими парафіями в Західній Європі в кінці грудня 1930 року було доручено митрополиту Елевферию (Богоявленського).
У березні 1931 року єпископ Веніамін (Федченков), колишній Севастопольський, організував в Парижі патріарше подвір'я із храмом святителів Василя Великого, Григорія Богослова і Іоанна Златоуста (Трьохсвятительське подвір'я), яке стало центром нечисленних російських парафій під юрисдикцією Московського Патріархату. Єпископ Веніамін, до свого від'їзду в США в 1933 році мав статус вікарія митрополита Елевферия.

Олів'є Клеман, архімандрит Петро ("Юилье), архімандрит Діонісій (Шамбо), митрополит Миколай (Ярушевич), архієпископ Василій (Кривошеїн) і Володимир Лоський. Москва, 1956 рік.

7 вересня 1945 року рішенням Священного Синоду РПЦ був заснований Західноєвропейський екзархат Московського Патріархату на чолі з митрополитом Євлогієм, тоді вже тяжко хворим. По смерті останнього 8 серпня 1946 року рішенням Синоду та указом Московського Патріарха Алексія I Екзархом Західної Європи був призначений митрополит Серафим (Лук'янов), колишній «карловчанин». Однак на території Франції практично весь клір і паства митрополита Євлогія побажали залишитися у віданні Константинопольського патріархату.
З 1947 по 1989 гол у Парижі видавався щоквартальний журнал «Вісник Російської Західноєвропейського Патріаршого Екзарха» («Messager de l Exarchat du Patriarche Russe en Europe Occidentale»).
Весь повоєнний час аж до початку 1990-х років становище громад Російської православної церкви в Західній Європі було важким: Священник Августин Робертс писав Патріарху Алексію I в 1956 році: «У більшості країн Західної Європи приналежність до Московської юрисдикції є справою важкою. Ми здаємося політично підозрілими нашим братам православним і неправославним, а багато осіб, які цікавляться Православ'ям як таким, не хочуть мати нічого спільного з „Радянською“ Церквою, тобто „Більшовицькою“. Наша душпастирська і місіонерська робота страждає від того, що ми належимо до цієї юрисдикції. Відірваність Російської Церкви на Заході є катастрофічною для всього майбутнього Православ'я на Заході».
В 1953 році при Трьохсвятительському подвір'ї єпископом Миколаєм (Єрьоміним) були організовані дворічні богословсько-пастирські курси для підготовки духовенства, які перемістилися в 1958 році у Вильмуасон. У 1963 року після відходу митрополита Миколая (Єрьоміна) на спокій курси були закриті.
У 1960 році була утворена Корсунська єпархія з центром у Парижі, в 1962 році — Сурожськая з центром в Лондоні. У 1972 році утворена Гаазька єпархія.
Рішенням Архієрейського Собору РПЦ 30 — 31 січня 1990 року, в числі інших зарубіжних Екзархатів РПЦ, Західноєвропейський Екзархат був скасований, а входили до нього єпархії підпорядковані Патріарха і Синоду, тобто безпосередньо Відділу зовнішніх церковних зносин.

## Правлячі архієреї
| Керуючі Західно-Європейськими парафіями Російської Церкви |                            |                        |                    |                                                    |                                                           |
| Номер                                                     | Ім'я                       | Початок правління      | Кінець правління   | Сан                                                | Примітка                                                  |
| 1                                                         | Євлогій (Георгіївський)    | 1 жовтня 1920          | 10 червня 1930     | Митрополит                                         |                                                           |
| 2                                                         | Єлевферій (Богоявленський) | 24 грудня 1930         | 31 грудня 1940     | Митрополит Віленський                              | до 30 квітня 1931 року — тимчасовий керуючий              |
| Екзархи Московської Патріархії в Західній Європі          |                            |                        |                    |                                                    |                                                           |
| Номер                                                     | Ім'я                       | Початок правління      | Кінець правління   | Сан                                                | Примітка                                                  |
| 1                                                         | Євлогій (Георгіївський)    | 2 вересня 1945         | 8 серпня 1946      | Митрополит                                         |                                                           |
| 2                                                         | Серафим (Лук'янов)         | 9 серпня 1946          | 15 листопада 1949  | Митрополит Західноєвропейських православних Церков |                                                           |
| 3                                                         | Фотій (Тапиро)             | лютий 1950             | 26 жовтня 1951     | Архієпископ Віленський                             |                                                           |
| 4                                                         | Борис (Вік)                | 26 жовтня 1951         | 11 листопада 1954  | Архієпископ Берлінський                            | тимчасовий керуючий                                       |
| 5                                                         | Миколай (Єрьомін)          | 11 листопада 1954 року | 14 січня 1963 року | Митрополит Корсунський                             | до 5 січня 1960 року — архієпископ Клишийский             |
| 6                                                         | Антоній (Блум)             | 14 січня 1963          | 5 квітня 1974      | Митрополит Сурожський                              | до 27 січня 1966 року — архієпископ і тимчасовий керуючий |
| 7                                                         | Никодим (Ротов)            | 3 вересня 1974         | 5 вересня 1978     | Митрополит Ленінградський і Новгородський          |                                                           |
| 8                                                         | Філарет (Вахромєєв)        | 12 жовтня 1978         | 1 лютого 1984      | Митрополит Мінський і Слуцький                     |                                                           |
| 9                                                         | Володимир (Сабодан)        | 28 березня 1984        | 19 лютого 1990     | Митрополит Ростовський і Новочеркаський            |                                                           |

## Єпархії
До складу Екзархату входили кафедри:
- Сурожська (Лондон),
- Брюссельська (Бельгія)
- Цюріхське вікаріатство (Швейцарія)
- Гаазька (Нідерланди)
- Корсунська (Париж, Франція).